# Tour del Llemosí 2022
El Tour del Llemosí 2022, 55a edició del Tour del Llemosí, es disputà entre el 16 i el 19 d'agost de 2022 amb un recorregut de 717, km dividits en quatre etapes. L'inici de la cursa fou a Vernuèlh i el final a Llemotges. La cursa formà part del calendari de l'UCI Europa Tour 2022, amb una categoria 2.1.
El vencedor final fou el basc Alex Aranburu (Movistar Team), que s'imposà per deu segons a l'italià Diego Ulissi (UAE Team Emirates) i per divuit al belga Greg Van Avermaet (AG2R Citroën Team).

## Equips
L'organització convidà a prendre part en la cursa a vint equips: set UCI WorldTeams, nou UCI ProTeams i quatre equips continentals:
| WorldTeams (7)- AG2R Citroën Team - Cofidis - Groupama-FDJ - Intermarché-Wanty-Gobert Matériaux - Lotto-Soudal - Movistar Team - UAE Team Emirates ProTeams (9)- Arkéa-Samsic - B&B Hotels-KTM - Bardiani CSF Faizanè - Bingoal Pauwels Sauces WB - Caja Rural-Seguros RGA - Drone Hopper-Androni Giocattoli - Eolo-Kometa - Equipo Kern Pharma - TotalEnergies Equips continentals (4)- Go Sport-Roubaix Lille Métropole - Nice Métropole Côte d'Azur - Saint Michel-Auber 93 - Team U Nantes Atlantique |
| |

## Etapes
| Etapa    | Data      | Ciutats d'etapa                  | type              | Distància (km) | Vencedor de l'etapa     | Líder de la general     |
| -------- | --------- | -------------------------------- | ----------------- | -------------- | ----------------------- | ----------------------- |
| 1a etapa | 16 de ago | Vernuèlh – La Sostrana           | etapa accidentada | 176,4          | Julien Simon            | Julien Simon            |
| 2a etapa | 17 de ago | Champ Savineu – Rabairac         | etapa accidentada | 184,7          | Alexander Aranburu Deba | Alexander Aranburu Deba |
| 3a etapa | 18 de ago | Donzenac – Malamòrt              | etapa accidentada | 181,7          | Diego Ulissi            | Alexander Aranburu Deba |
| 4a etapa | 19 de ago | Sent Laurenç de Gòra – Llemotges | etapa accidentada | 174,8          | Vincenzo Albanese       | Alexander Aranburu Deba |

### Classificació final
| \| Classificació general \| Classificació general \| Classificació general \| Classificació general \| Classificació general \| \| Corredor \| Corredor \| Equip \| Temps \| \| \| --------------------- \| -------------------------- \| ---------------------------------- \| --------------------- \| --------------------- \| \| 1r \| Alexander Aranburu Deba \| Movistar Team \| 16h 46' 28" \| \| \| 2n \| Diego Ulissi \| UAE Team Emirates \| + 10" \| \| \| 3r \| Greg Van Avermaet \| AG2R Citroën Team \| + 18" \| \| \| 4t \| Valentin Madouas \| Groupama-FDJ \| + 19" \| \| \| 5è \| Lorenzo Rota \| Intermarché-Wanty-Gobert Matériaux \| + 22" \| \| \| 6è \| Benoît Cosnefroy \| AG2R Citroën Team \| + 22" \| \| \| 7è \| Filippo Zana \| Bardiani CSF Faizanè \| + 24" \| \| \| 8è \| Guillaume Martin \| Cofidis \| + 24" \| \| \| 9è \| Axel Mariault \| Team U Nantes Atlantique \| + 24" \| \| \| 10è \| Rui Alberto Faria da Costa \| UAE Team Emirates \| + 1' 08" \| \| |                            |                                    |             |
| |                            |                                    |             |
| Font: ProCyclingStats |                            |                                    |             |
| Classificació general |                            |                                    |             |
| Corredor | Corredor                   | Equip                              | Temps       |
| 1r | Alexander Aranburu Deba    | Movistar Team                      | 16h 46' 28" |
| 2n | Diego Ulissi               | UAE Team Emirates                  | + 10"       |
| 3r | Greg Van Avermaet          | AG2R Citroën Team                  | + 18"       |
| 4t | Valentin Madouas           | Groupama-FDJ                       | + 19"       |
| 5è | Lorenzo Rota               | Intermarché-Wanty-Gobert Matériaux | + 22"       |
| 6è | Benoît Cosnefroy           | AG2R Citroën Team                  | + 22"       |
| 7è | Filippo Zana               | Bardiani CSF Faizanè               | + 24"       |
| 8è | Guillaume Martin           | Cofidis                            | + 24"       |
| 9è | Axel Mariault              | Team U Nantes Atlantique           | + 24"       |
| 10è | Rui Alberto Faria da Costa | UAE Team Emirates                  | + 1' 08"    |

## Evolució de les classificacions
| Etapa                  | Vencedor               | Classificació general | Classificació per punts | Classificació de la muntanya | Classificació dels joves | Classificació per equips |
| ---------------------- | ---------------------- | --------------------- | ----------------------- | ---------------------------- | ------------------------ | ------------------------ |
| 1a                     | Julien Simon           | Julien Simon          | Sandy Dujardin          | Joel Nicolau                 | Sandy Dujardin           | Team TotalEnergies       |
| 2a                     | Alex Aranburu          | Alex Aranburu         | Maël Guégan             | Maxime Urruty                | Maël Guégan              | Movistar Team            |
| 3a                     | Diego Ulissi           | Alex Aranburu         | Maël Guégan             | Valentin Madouas             | Filippo Zana             | UAE Team Emirates        |
| 4a                     | Vincenzo Albanese      | Alex Aranburu         | Maël Guégan             | Valentin Madouas             | Filippo Zana             | UAE Team Emirates        |
| Classificacions finals | Classificacions finals | Alex Aranburu         | Maël Guégan             | Valentin Madouas             | Filippo Zana             | UAE Team Emirates        |